# Timberlake, Ohio
Timberlake är en ort (village) i Lake County i Ohio. Vid 2020 års folkräkning hade Timberlake 629 invånare.